# 도다이마에역
도다이마에역(일본어: 東大前駅、とうだいまええき, 동대앞역)
(영어: Todaimae Station)은 일본 도쿄도 분쿄구에 있는 도쿄 지하철의 철도역이다. 역명은 근처에 있는 도쿄 대학에서 유래하였다.

## 역 구조
섬식 승강장 1면 2선의 지하역이며, 스크림도어가 설치되어 있다. 개찰구는 지하 1층, 승강장은 지하 3층에 위치하며 개찰구와 승강장을 연결하는 엘리베이터 및 에스컬레이터가 설치되어 있다.

### 난보쿠 선
| 1 | ○ 난보쿠 선 | 고마고메・오지・아카바네이와부치・우라와미소노 방면                           |
| 2 | ○ 난보쿠 선 | 나가타초・시로카네타카나와・메구로・히요시ㆍ신요코하마ㆍ쇼난다이ㆍ에비나 방면 |

## 역 주변
- 도쿄 대학
- 일본 의과 대학 (부지 내에 1번 출입구가 있다)
- 분쿄 학원 대학 (2번 출입구 정문 근처)
- 네즈 신사
- 혼고 세무서
- 혼고 우체국

## 역사
- 1996년 3월 26일: 영업 개시.

## 인접역
| 도쿄 메트로 7호선        | 도쿄 메트로 7호선 | 도쿄 메트로 7호선                    |
| ------------------------ | ----------------- | ------------------------------------ |
| N11 고라쿠엔 메구로 방면 | 난보쿠 선         | N13 혼코마고메 아카바네이와부치 방면 |